# Paul Combrink
Paul Combrink is een beeldend kunstenaar, bestuurder (Rotterdam, 1949). Opgegroeid in Rotterdam, Schiedam en Den Haag, waar hij nog woont en werkt. Voltooide in 1971 de Koninklijke Academie Beeldende Kunsten en heeft sinds 1974 een praktijk als autonoom beeldend kunstenaar, adviseur en curator. Bestuurlijk betrokken bij het werkveld o.a. als voorzitter van de Haagse Kunstkring (1995-2008; Erelid) en de  Grafische Werkplaats (1999-2018). Naast de kunst politiek bestuurlijk actief binnen de Partij van de Arbeid; gemeenteraadslid in Den Haag (1986-1990) en lid commissie beroep en bezwaar aldaar (1990-2023), Van zijn 5e tot 16e bij naam bekend als Paul Kamperman.

## Werk
In 1971 afgestudeerd in de richting Grafische Vormgeving (en Fotografie) aan de KABK. Net afgestudeerd ontwierp hij vanuit het vierkant, de driehoek en de cirkel een drietal alfabetten en cijferreeksen op het snijvlak van de geometrische abstractie en het constructivisme. Hij creëerde nieuwe beelden door deze letter- en cijferbeelden autonoom met elkaar te verbinden. Met het werk uit de periode 1973 tot eind 1980 wordt hij gerekend tot de Haagse Constructivisten. Al is het met een geheel eigen invalshoek. Eind jaren 80 gaat hij zijn fotografie en schilderen samenbrengen. Eerst nog als zelfstandig beeld in relatie tot concrete vorm, maar langzaam wordt de fotografie dienstbaar aan de verf, die zich steeds tactieler manifesteert. 
Vanaf 2005 werkt Paul Combrink (Rotterdam, 1949) aan één groot werk waarin hij de invloed van tijd op beeld en ruimte onderzoekt vanuit een persoonlijk en maatschappelijk perspectief. Het werk heeft mede een conceptueel karakter. Elke dag neemt hij op  het middaguur een foto van wat hij dan waarneemt. Uiteindelijk komt die foto in een doek terecht achter een in vele lagen verf gecreëerd nieuw beeld. Zo noteert en telt hij de dagen van zijn leven, waarbij niets blijft zoals het zich ooit voordeed. Hij noemt zij werken 'Dagdoeken'. Iedere dag één. Vanuit de veelheid aan 'Dagdoeken' maakt hij weer tijdelijke ruimtelijke beelden en installaties.
De voortgang van dit werk is o.a. te volgen via zijn website  waar ook dagelijks een update te zien is van het beeld dat hij op het middaguur vastlegt. Ontdaan van kleur maakt hij het private beeld openbaar en verbindt het middels een nieuwsitem met wat speelt in de wereld.
Rutger Cornets de Groot weet het treffend te verwoorden: De kunstenaar Combrink geeft beeld een plek in de tijd en neemt het mee in de tijd. Als creator, een alchemist, wordt het door hem fotografisch vastgelegde beeld bewerkt. Hij snijdt het letterlijk kapot en met de tijd verdwijnt het achter verflagen, totdat alleen hun verhaal nog resteert. Hoewel? Als je dicht op de doeken gaat staan, zie je onder de verf soms nog kleine overblijfselen van de foto die aanleiding gaf tot het werk. Zo keert in het tactiele het beeld terug: niet in de voorstelling, niet in de geschiedenis of in een idee, maar daar waar je het aan kunt raken: tastbaarder, lichamelijker dan welk beeld ook, en allerminst verdwenen. Combrink maakt uiteindelijk geen conceptuele kunst - en misschien polemiseert hij er zelfs tegen. Wat overblijft, is een symbool dat zelf vorm aanneemt en zich opnieuw in de wereld vestigt. Het beeld, dat verdwenen leek, keert terug als nieuwe, tastbare vorm, even tastbaar als de wereld die in de aanvang werd gefotografeerd - ditmaal niet langer als singulariteit, maar aan de chaos onttrokken en in een symbolische orde opgenomen, - als beeld van verdwenen beeld.

## Exposities o.a.
2009:
- onvervuld verlangen [3]
  - Christus Triumfator kerk, Den Haag, Nederland

2012:
- Five Traces [4]
  - Museum Drachten, Drachten, Nederland

- De Grens Getrokken 
  - Haagse Kunstkring, Den Haag, Nederland

2013:
- In Abstracto
  - Galerie NIDH, de Harmonie, Groningen, Nederland

2014:
- Serendipity
  - Haagse Kunstkring, Den Haag, Nederland

2016:
- Dagdoeken [5]
  - Wiebinga Silo, CHV Noordkade, Veghel, Nederland
- Beyond Traces
  - Haagse Kunstkring, Den Haag, Nederland

2017:
- Abstract
  - Kunstliefde, Utrecht, Nederland
- Vloerwerken [6]
  - Denneweg 7, Den Haag, Nederland

- RKD-Nederlands Instituut voor Kunstgeschiedenis: 17868